# Laddia
Laddia is een geslacht van weekdieren uit de klasse van de Gastropoda (slakken).

## Soorten
- Laddia lamellata Kano & Kase, 2008
- Laddia traceyi (Ladd, 1965)